# VR-Troopers
VR-Troopers (1994–1996) – serial produkcji amerykańsko-japońskiej, opowiadający o trójce zwyczajnych nastolatków, którzy zostają wybrani by ratować świat przed Grimmlordem, władcą wirtualnej rzeczywistości. Chce on przełamać granice VR (Virtual Reality) i świata realnego, by opanować oba światy. Zrealizowany na podstawie japońskich seriali akcji z serii Metal Hero: Chōjinki Metalder, Shaider i Spielban.
Serial był emitowany w Polsce przez telewizję Fox Kids.

## Bohaterowie

### Drużyna
Ryan Steele
- Kolor zbroi: niebiesko-czerwony, granatowy
- Ryan jest synem Tylera Steele’a. Jego najlepszy kumpel to J.B. Pierwotnie Karate uczył go ojciec, potem zaś Tao. Grimlord chce go zabić bez względu na to, czy J.B. i Kaitlin są przy nim czy on jest sam. Potem Darkheart zniszczył mu zbroję, ale prof. Hart zrobił dla niego lepszą, granatową zbroję. Potem okazało się, że Darkheart jest jego ojcem. Jego pierwsza zbroja pochodzi z serii Choujinki Metalder, druga z Utyu Keiji Shaider.
- Broń: Miecz na rękę, Miecz laserowy

Jason Barney "J.B." Reese
- Kolor zbroi: czarno-czerwony
- J.B. to najlepszy kumpel Ryana. Też trenuje Karate. Jest specem od komputerów. Jego zbroja pochodzi z serii Jikuu Senshi Spielban.
- Broń: Pistolet laserowy, Laserowa Lanca, może się zmieniać w miecz.

Kaitlin Star
- Kolor zbroi: czerwono-biały
- Kaitlin jest dziennikarką w VUD. Tak jak Ryan i J.B. trenuje Karate w Tao Dojo. Walczy w duecie z J.B. Jej zbroja pochodzi z serii Jikuu Senshi Spielban (Diana Lady).
- Broń: Pistolet Ręczny i Topór

### Wrogowie
Carol"Karl" Ziktor / Grimlord – Ziktor jest najpotężniejszym i najbogatszym biznesmenem oraz filantropem w mieście CrossWord City, jego władza sięga tak daleko, że boi się go nawet sam burmistrz miasta. W roku 1984 wpadł na trop magicznej szkatuły "Isess".
Podczas badań archeologicznych, profesor Hart i Tayler Stelee odnaleźli mityczną szkatułę "Isees". Niestety za ich śladem podążał Ziktor. Ukradł szkatułę i po wypowiedzeniu magicznych słów-przekształcił się w mutanta, zwanego "GRIMLORD".
Po transformacji "GRIMLORD" zabija prof. Harta i ucieka.
Następnie "GRIMLORD" wykorzystując swoją potężną moc i zdobytą technologię,buduje w wirtualnej rzeczywistości fortece, gdzie tworzy cyborgi i mutanty, wcielając ich w armię żołnierzy, którzy mają pomóc mu w opanowaniu kontroli i przejęcia władzy nad światem rzeczywistym.

### Przyjaciele
- Profesor Horatio Hart – Hart był przyjacielem Tylera Steele’a. Na szyi ma transformator Troopersów, tyle że bez kryształu. 10 lat przed powstaniem drużyny VR-Troopers prof.Hart oraz Tyler Stell odnaleźli prastarą szkatułę "Isees". Świadkiem tego cudownego znaleziska, był również Ziktor, który ukradł szkatułę. Ziktor użył szkatuły do przeistoczenia się w potężnego mutanta. Po transformacji, Ziktor, już jako GRIMLORD, zabił profesora Harta. Dzięki nowoczesnej technologii jaką opatentowali prof.Hart i Tayler Steel, Taylerowi udało się przenieść umysł prof.Harta do świata virtualnego (komputera). Odtąd umysł prof.Harta został zaprogramowany w głównym komputerze "VIRTUALNEJ BAZY JEŹDŹCÓW".
- Zeb (w wersji oryginalnej Jeb) – pies Ryana, który na skutek napromieniowania w laboratorium profesora Harta zyskał zdolność używania ludzkiej mowy.
- Percival "Percy" Rooney III – Fajtłapowaty,tchórzliwy i zadumany w sobie fotoreporter, który został zatrudniony w redakcji gazety "GŁOS PODZIEMIA". W każdym prawie odcinku próbuje udowodnić, że jest najlepszym fotoreporterem.Jego zapalczywość nie raz przyprawia go o kłopoty, z których najczęściej wyciągają go Ryan, Kaitleen i J.B. Jego największym marzeniem jest zdobycie dziennikarskiej nagrody Pulitzera.

## Wersja polska
Wersja polska: na zlecenie Fox Kids Master Film

Dialogi: Dariusz Dunowski

Udział wzięli:
- Tomasz Bednarek – Ryan
- Brygida Turowska – Kaitlin
- Jacek Rozenek – J.B.
- Paweł Szczesny – Zeb
- Zbigniew Konopka – Profesor Hart
- Mirosław Konarowski – Karl Ziktor
- Mieczysław Morański – Woody
- Stefan Knothe – Tao
- Radosław Pazura – Likwidator

i inni